# Modzerowo (gmina Włocławek)
Modzerowo – wieś w Polsce położona w województwie kujawsko-pomorskim, w powiecie włocławskim, w gminie Włocławek.
Wieś duchowna, własność biskupstwa włocławskiego (klucz włocławski), położona była w II połowie XVI wieku w powiecie brzeskokujawskim województwa brzeskokujawskiego.
Dawniej była to wieś podzielona na dwie części, stanowiące odrębne wsie: część wschodnią w gminie Dobiegniewo i część zachodnią w gminie Łęg. W 1933 roku obie wsie utworzyły dwie oddzielne gromady w dwóch różnych gminach. Po wojnie gromadę w gminie Dobiegniewo zniesiono.
W latach 1954–1961 wieś należała i była siedzibą władz gromady Modzerowo, po jej zniesieniu w gromadzie Wistka Królewska. W latach 1975–1998 miejscowość należała administracyjnie do województwa włocławskiego. Według Narodowego Spisu Powszechnego (III 2011 r.) liczyła 473 mieszkańców. Jest czwartą co do wielkości miejscowością gminy Włocławek.
We wsi stoi kaplica Niepokalanego Poczęcia Najświętszej Maryi Panny.